# ماریون سانشاین
ماریون سانشاین (انگلیسی: Marion Sunshine؛ ‏ ۱۵ مهٔ ۱۸۹۴ – ۲۵ ژانویهٔ ۱۹۶۳) بازیگر و ترانه‌پرداز اهل ایالات متحده آمریکا بود.
از فیلم‌هایی که وی در آن‌ها نقش داشته‌است، می‌توان به دختر قرمز و بیداری او اشاره نمود.